# Caridina bruneiana
Caridina bruneiana е вид десетоного от семейство Atyidae. Видът не е застрашен от изчезване.

## Разпространение и местообитание
Разпространен е в Бруней, Индонезия (Калимантан) и Малайзия (Сабах и Саравак).
Регионално е изчезнал в Сингапур.
Обитава сладководни басейни и потоци.